# Givʿat Asaf
Givʿat Asaf (hebräisch גִּבְעַת אָסָף Givʿat Assaf, deutsch ‚Hügel Assafs‘; arabisch جفعات آساف) ist ein israelischer Außenposten im Westjordanland. Er gehört zur Regionalverwaltung Mateh Benjamin und liegt drei Kilometer südöstlich der Siedlung Bet El direkt an der Landstraße 60.

## Geschichte
Der Außenposten wurde 2001 als Reaktion auf die Ermordung von Assaf Herschkowitz (hebräisch אסף הרשקוביץ) gegründet und nach diesem benannt. Herschkowitz, ein Siedler aus dem fünf Kilometer entfernten Ofra, wurde am 1. Mai 2001 von einem Palästinenser in seinem Auto auf dem Weg zur Arbeit erschossen. Die Terrororganisation Hamas bekannte sich zu dem Anschlag.
Im Jahr 2004 gab der damalige israelische Verteidigungsminister Scha’ul Mofas den Befehl, den Außenposten zu räumen. Die Räumung wurde 2006 von seinem Nachfolger Amir Peretz auf Antrag von Siedlern um weitere zwei Jahre verschoben. 2008 wurde diese Frist von Verteidigungsminister Ehud Barak um ein weiteres Jahr verlängert, um Verhandlungen mit den Siedlern zu führen. Als die Regierung 2009 plante, die Frist um ein weiteres Jahr zu verlängern, ordnete das Oberste Gericht Israels auf Antrag von Peace Now die Räumung innerhalb von 90 Tagen an.
Nachdem Bewohner des Außenpostens mit gewaltsamem Widerstand gegen eine mögliche Räumung gedroht hatten, bat die Regierung im November 2011 um eine erneute Verschiebung der Räumung, um eine Einigung mit den Siedlern zu erreichen und diese vom 1. Juli 2012 als Datum für die Räumung zu überzeugen.
Im Mai 2013 erklärte die israelische Regierung, sie würde eine Legalisierung von Givʿat Asaf in Betracht ziehen. Das Land, auf dem sich der Außenposten befindet, sei inzwischen von palästinensischen Besitzern abgekauft worden.
Im Mai 2014 rissen Siedler vier Gebäude ab, nachdem das Oberste Gericht den Abriss von sich auf palästinensischem Privatland erbauten Häusern angeordnet hatte.
Im Dezember 2018 wurden zwei israelische Soldaten bei einem Anschlag auf eine Bushaltestelle nahe dem Außenposten getötet. Ein weiterer Soldat und eine Zivilistin überlebten schwer verletzt.